# Diego Gallo González
Diego Gallo González (28 de junio de 1982) es un nadador de espalda olímpico uruguayo. 
Gallo compitió en representación de Uruguay durante los Juegos Olímpicos de Verano de 2000. Durante la competición estableció el récord en 100 metros de espalda en 58,18 segundos.